# رينيه هيل
رينيه هيل (بالفرنسية: René Hell)‏ هو ممثل فرنسي، ولد في مايو 1891 في Orbec ‏ في فرنسا، وتوفي في 1965 في باريس في فرنسا.

## وصلات خارجية
- رينيه هيل على موقع IMDb (الإنجليزية)
- رينيه هيل على موقع ألو سيني (الفرنسية)
- رينيه هيل على موقع قاعدة بيانات الأفلام السويدية (السويدية)
- رينيه هيل على موقع قاعدة بيانات الفيلم (الإنجليزية)
- رينيه هيل على موقع كينوبويسك (الروسية)